# Игл-Бенд (город, Миннесота)
Игл-Бенд (англ. Eagle Bend) — город в округе Тодд, штат Миннесота, США. На площади 3,3 км² (3,3 км² — суша, водоёмов нет), согласно переписи 2002 года, проживают 595 человек. Плотность населения составляет 181,5 чел./км².
- Телефонный код города — 218
- Почтовый индекс — 56446
- FIPS-код города — 27-17342[1]
- GNIS-идентификатор — 0643006[2]